# Mauro Zárate
Mauro Matías Zárate (født 18. marts 1987 i Haedo, Argentina) er en argentinsk fodboldspiller. Hans nuværende hold er Boca Juniors i Primera División de Argentina.. Tidligere har han spillet for blandt andet SS Lazio, Inter, West Ham samt Fiorentina.
Med Vélez Sársfield vandt Zárate i 2005 det argentinske mesterskab, mens det i 2009 med Lazio blev til triumf i Coppa Italia og Supercoppa Italiana.

## Landshold
Zárate står (pr marts 2018) noteret for fem kampe og to scoringer for U-20 landshold, der vandt guld ved VM i 2007.

## Titler
Primera División de Argentina
- 2005 (Clausura) med Vélez Sársfield
- 2020 (Clausura) med Boca Juniors

Coppa Italia
- 2009 med Lazio

Supercoppa Italiana
- 2009 med Lazio

Supercopa Argentina
- 2019 med Boca Juniors

Copa de la Liga Profesional
- 2020 med Boca Juniors

U-20 VM
- 2007 med Argentina